# Jiwan Pur
Jiwan Pur (nota anche come Johri Pur o Johripur) è una suddivisione dell'India, classificata come census town, di 20.765 abitanti, situata nel distretto di Delhi Nord Est, nello territorio federato di Delhi. In base al numero di abitanti la città rientra nella classe III (da 20.000 a 49.999 persone).

## Geografia fisica
La città è situata a 28° 43' 17 N e 77° 16' 29 E.

## Società

### Evoluzione demografica
Al censimento del 2001 la popolazione di Jiwan Pur assommava a 20.765 persone, delle quali 11.300 maschi e 9.465 femmine. I bambini di età inferiore o uguale ai sei anni assommavano a 3.816, dei quali 2.060 maschi e 1.756 femmine. Infine, coloro che erano in grado di saper almeno leggere e scrivere erano 13.911, dei quali 8.423 maschi e 5.488 femmine.